# Überörtliche Hilfe
Überörtliche Hilfe, auch Überlandhilfe, ist ein Fachwort aus dem Bereich Rettungsorganisationen, welches bezeichnet, dass Hilfe von nicht im Gebiet des Schadensfalles liegenden Nachbarbezirken im Zuge der Alarm- und Ausrückeordnung angefordert wird.
Diese kommt insbesondere bei Großschadensereignissen zustande, wenn zum Beispiel eine Fülle von Aufträgen die Einsatzkräfte vor Ort bindet, allerdings dann ein zusätzlicher medizinischer oder Brand-Notfall eintritt. Ebenso kann es angewendet werden, wenn ein Großbrand nicht von den Einsatzkräften vor Ort alleine bewältigt werden kann, sondern weitere Einsatzkräfte aus dem Fremdgebiet hinzugezogen werden. Dies ist im Zuge eines überörtlichen Notstandes als eine Art Amtshilfe zulässig. Dann übernehmen Besatzung und Fahrzeug aus dem Nachbarbezirk den Einsatzfall, sind jedoch an die Weisungen der Einsatzleitung vor Ort gebunden.

## Geschichte
In der ersten Hälfte des 19. Jahrhunderts vor der Entstehung von Freiwilligen Feuerwehren bildeten in Deutschland viele Gemeinden einen Löschbezirk, innerhalb dessen die überörtliche Hilfe praktiziert wurde. Bei ausbrechendem Brand hatten sofort bestimmte Einwohner mit angeschirrten Pferden die im eigenen Ort oder in einer der Nachbarorte stationierte Feuerspritze zu holen. Diese wurde aber auch von benachbarten Löschbezirken zur Verstärkung angefordert.